# 9Dragons
9Dragons est un jeu de rôle en ligne massivement multijoueur développé par la société coréenne Indy 21 et édité par Acclaim Games. Le jeu affiche des graphismes en trois dimensions et tous les archétypes du genre. Prenant place en Chine durant la Dynastie Ming, le jeu inclut la géographie actuelle de la Chine et présente des éléments historiques tels que la Grande Muraille ou le Temple Shaolin.
Le 26 août 2010, Acclaim annonce l'arrêt définitif de tous ses jeux, 9Dragons compris.
Gamersfirt sera chargé de reprendre la version anglaise du jeu à partir de septembre 2010, alors que GamesCampus publiera le jeu dans sa version allemande en automne 2010 et sa version française en mars 2011.